# Спаск-Дални
Спаск-Дални (на руски: Спасск-Дальний) е град в Приморски край, Русия. Намира се на около 15 km от езерото Ханка. Административен център е на Спаски район. Към 2016 г. има население от 41 539 души.

## История
Територията на днешното селище се заселва с украинци през 1886 г. През 1906 г. се построяват гара Евгениевка и работното селище Спаская слобода. През 1917 г. двете селища се сливат и образуват град Спаск-Приморски. През 1929 г. градът се преименува на Спаск-Дални.

## Икономика
Икономиката на града разчита основно на производството на цимент и други строителни материали, които се добиват в околността. Циментовият завод работи от 1908 г. насам и присъства на герба на града. Също така градът е спирка на Транссибирската магистрала.